# Naiara Moreno Aznar
Naiara Moreno Aznar   (Saragossa, 29 d'abril de 1997) és una cantant aragonesa, concursant i guanyadora d'Operación Triunfo 2023.

## Biografia
Va néixer a Saragossa, el 29 d'abril de 1997, es va criar al municipi saragossà de Pastriz, d'on és la seva família, i és la gran de sis germans. Naiara ha estat cantant de l'orquestra aragonesa Nova Alaska, fins al seu pas per Operación Triunfo 2023.

## Cursa artística
Naiara va participar en Cántame una canción, concurs que es va emetre el 2010. La seva carrera professional en la música va començar com a cantant de l'orquestra Nova Alaska, on va actuar per diferents municipis i ciutats d'Espanya, especialment a l'Aragó.
El 6 de juliol de 2023, Naiara es va presentar al càsting d'Operación Triunfo a Saragossa. La cantant va ser seleccionada, i va aconseguir passar les diferents fases fins a arribar a la Gala 0, on va actuar per primera vegada al programa el 20 d'octubre de 2023, amb la cançó «Me Muero» de La Quinta Estación. En el seu pas pel programa, va aconseguir ser nòmada favorita del públic en tres ocasions, i va aconseguir un èxit especial a Saragossa, juntament amb Juanjo Bona, cantant jotes durant el seu pas, i donant visibilitat a Aragó.
El 5 de febrer del 2024, Naiara es va convertir en finalista d'Operación Triunfo gràcies a la puntuació atorgada pels membres del jurat, i el 19 de febrer va ser proclamada com a guanyadora de l'edició cantant «Sobreviviré» de Mónica Naranjo amb un 49% dels vots, el màxim en la història del concurs musical.